# U 490
U 490 war ein deutsches U-Boot vom Typ XIV, das im Zweiten Weltkrieg von der Kriegsmarine eingesetzt wurde. Das Boot war eine sogenannte „Milchkuh“ und sollte ausschließlich als Versorgungsboot eingesetzt werden. Es ging auf dem  ersten Einsatz verloren, ohne ein U-Boot versorgt zu haben. Alle 60 Besatzungsmitglieder gerieten in US-amerikanische Kriegsgefangenschaft.

## Geschichte
Der Auftrag für das Boot wurde am 17. Juli 1941 an die Deutsche Werke in Kiel vergeben. Die Kiellegung erfolgte am 21. Februar 1942, der Stapellauf am 24. Dezember 1942, die Indienststellung unter Oberleutnant zur See der Reserve Wilhelm Gerlach fand schließlich am 27. März 1943 statt.

### Stationierung und Verwendung
Nach der Indienststellung am 27. März 1943 absolvierte U 490 seine Ausbildung in der 4. U-Flottille in Stettin, danach wurde es nach Norwegen verlegt. Von hier aus wurde U 490 in den Fernen Osten beordert. Es sollte U-Boote auf See versorgen, so dass sie längerfristig unabhängig von ihren Stützpunkten operieren könnten. Zum 1. August 1944 sollte U 490 der 12. U-Flottille in Bordeaux unterstellt werden. Doch dort traf das Boot nie ein, es wurde auf seiner ersten Fahrt am 12. Juni 1944 versenkt.

## Einsatzstatistik

### Erste Unternehmung
Es wurde am 12. Juni 1944 nach einer 39 Tage dauernden Fahrt im mittleren Nordatlantik nordwestlich der Azoren versenkt.

## Verbleib

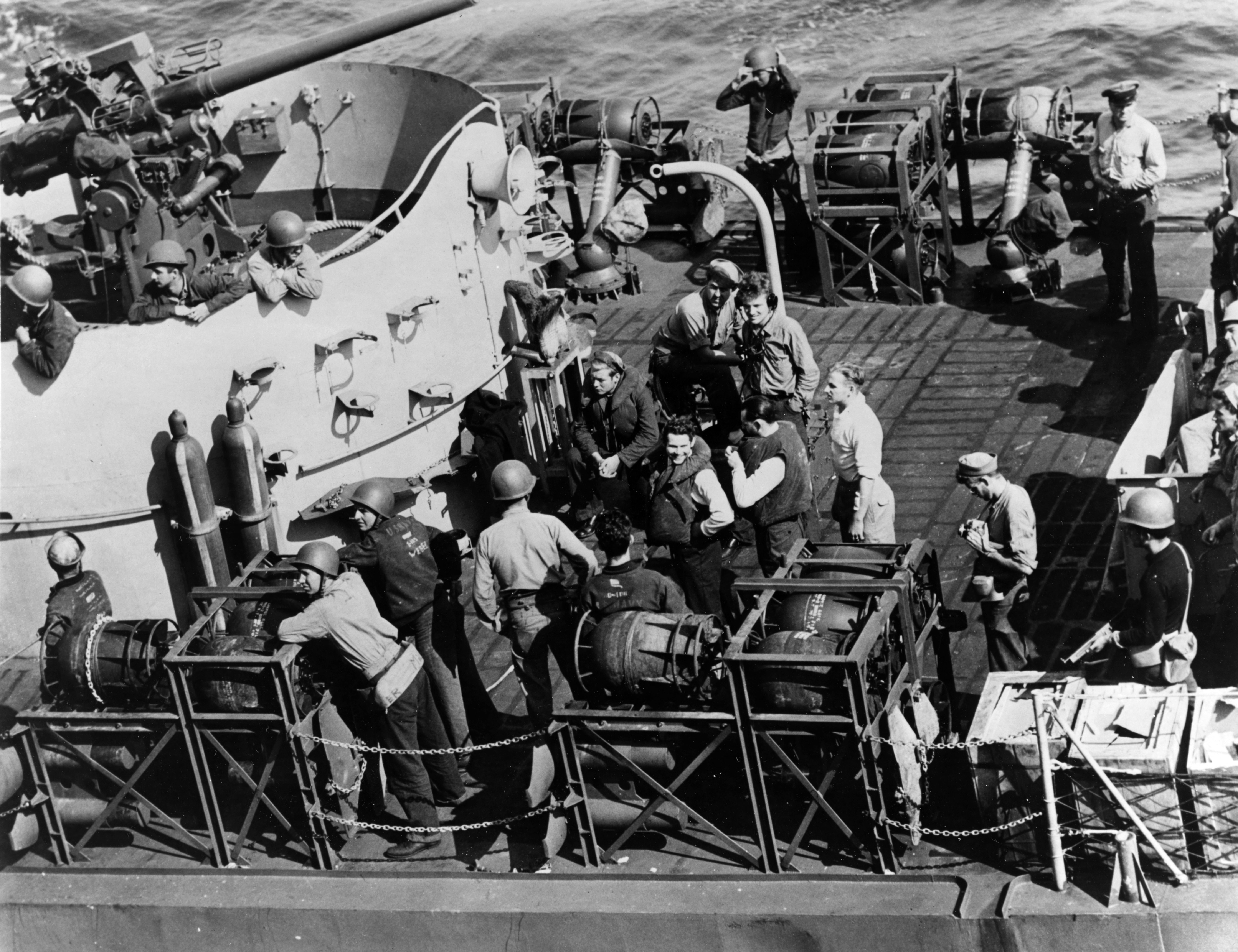
Besatzungsmitglieder von U 490 als Gefangene an Bord der USS Inch (DE-146), 12. Juni 1944.

Das Boot wurde am 12. Juni 1944 im Atlantik nordwestlich der Azoren von der US-Task Group 22.5 mit dem US-Geleitträger Croatan, der die Staffel VC-95 an Bord hatte, und den Geleitzerstörern Barber, Swansey, Snowden, Frost, Huse und Inch geortet. Nach einem Fliegerangriff der Staffel VC-95 und Hedgehog-Wasserbomben von Frost, Inch und Huse war U 490 zum Auftauchen gezwungen und wurde von der Besatzung selbst versenkt. Die gesamte Besatzung von 60 Mann überlebte und geriet in US-amerikanische Kriegsgefangenschaft. Zunächst wurden die Männer vom Zerstörer USS Frost an Bord genommen und dann auf den Geleitträger Croatan überstellt. Die Position war 42° 47′ N, 40° 8′ W im Marine-Planquadrat CD 2315.
U 490 verlor während seiner Dienstzeit auch vor der Versenkung keine Besatzungsmitglieder. Somit gehört U 490 zu den sehr wenigen deutschen U-Booten des Zweiten Weltkrieges, die im Zuge eines Gefechts versenkt wurden und deren Besatzungsmitglieder dies dennoch ohne Ausnahme überlebten – wenn auch als Gefangene der Alliierten.